# Született feleségek (harmadik évad)
A Született feleségek című amerikai filmsorozat harmadik évadát 2006. szeptember 24-étől kezdte vetíteni az ABC tévécsatorna. Az első részt címe: "Eső kopog a tetőn". Az évad 2007. május 20-áig tartott. A záróepizód az "Ásó, kapa, nagyharang" címet kapta. A harmadik évad 23 részből áll.
Magyarországon a TV2 vetítette 2007. szeptember 11-től.

## Szereplők
- Teri Hatcher – Susan Mayer
- Felicity Huffman – Lynette Scavo
- Marcia Cross – Bree Hodge
- Eva Longoria – Gabrielle Solis
- Nicollette Sheridan – Edie Britt
- Ricardo Antonio Chavira – Carlos Solis
- Doug Savant – Tom Scavo
- Andrea Bowen – Julie Mayer
- Kyle MacLachlan – Orson Hodge
- James Denton – Mike Delfino

### Mellékszereplők
- Shawn Pyfrom – Andrew Van De Kamp
- Joy Lauren – Danielle Van De Kamp
- Josh Henderson – Austin McCann
- Brent és Shane Kinsman – Preston és Porter Scavo
- Zane Huett – Parker Scavo
- Rachel Fox – Kayla Huntington
- Pat Crawford Brown – Ida Greenberg
- Kathryn Joosten – Karen McCluskey
- Dixie Carter – Gloria Hodge
- Valerie Mahaffey – Alma Hodge
- Dougray Scott – Ian Hainsworth
- John Slattery – Victor Lang

### Vendégszereplők
- Richard Burgi – Karl Mayer
- Laurie Metcalf – Carolyn Bigsby
- Jesse Metcalfe – John Rowland
- Cody Kasch – Zach Young
- Mark Moses – Paul Young
- Katleen York - Monique Polier
- Kiersten Warren – Nora Huntington
- Gwendoline Yeo – Xiao-Mei
- Jake Cherry – Travers McLain

### Narrátor
- Brenda Strong – Mary Alice Young
- Steven Culp – Rex Van De Kamp (3.16. rész)

## DVD-kiadások
Az Amerikai Egyesült Államokban 2007. szeptember 4-én jelent meg ötlemezes kiadásban DVD-n a harmadik évad.
Magyarországon a harmadik  évad DVD-n szintén hatlemezes kiadásban 2008. szeptember 10-én jelent meg.

## Összefoglaló Évadtörténet
Bree hozzámegy egy igen rossz előéletű pasashoz, aki valószínűleg megölte feleségét. A rendőrség egy másik gyilkosságot, Mike-ra fog és letartóztatják, nevezetesen Orson szeretője az áldozat. Hamarosan beköltözik egy igen rossz lelkű anyós is és kifecseg egy pár családi titkot. Orson mindent bevall Bree-nek, de hamarosan kiderül, hogy az anyós szövetkezik a még életben lévő exfeleséggel…
Eközben Gaby nehéz válás elé néz, Susan megismerkedik egy angol férfival Ian Haisworth-tal, Lynette pedig nehezen tűri, Tom volt szeretője Nora kibírhatatalan természetét. Edie pedig elcsábítja Mike-ot.

## Szereplők történetei

### Lynette Scavo (Főszereplő)
Hat hónappal azután, hogy Lynette tudomást szerzett Tom törvénytelen lányáról, Kayláról, és megismerkedett vele, valamint hóbortos anyjával, Norával, kezd elege lenni. Fellélegzik, amikor Nora végre barátot talál magának, de szerencsétlenségére szakítanak. Lynette kétségbeesésében Bree és Orson esküvőjén még a Gabytól válófélben lévő Carlosszal is megpróbálja összehozni Norát, de hiába. Ekkor még mit sem tud arról, hogy Nora meg akarja szerezni magának Tomot.
Lynette Norától tudja meg, hogy Tomnak elege lett a reklámszakmából, ezért közli férjével, hogy nyugodtan döntse el, milyen munkát akar végezni (mivel Tomot elbocsátották a Parcher & Murphytől a Bosszú című epizódban). Tom hamarosan kirukkol ötletével, mi szerint pizzázót akar nyitni. Lynette titkon őrültségnek tartja az ötletet, és mikor erről Nora tudomást szerez, ravaszul azt tanácsolja Lynette-nek, hogy beszélje le Tomot a pizzériáról, és ezzel hatalmas veszekedést idéz elő Tom és Lynette között. Így hát, mikor Tom a "csak azért is" kibérelt régi étteremben takarít, Nora odamegy és kikezd vele. Tom azonban ellenkezik: hazamegy, és elmondja Lynette-nek, ami történt. A dühös Lynette beront Nora házába, és azt mondja neki, hogy ha még egyszer beszélni mer Tommal, nagyon megbánja.
A ravasz Norának azonban erre is van haditerve: közli Scavoékkal, hogy Mexikóba költözik, és viszi magával a kis Kaylát is. Lynette átlát a szitán: tudja, hogy az asszony azt akarja, hogy Tom kövesse őket, ezért azt ajánlja a férjének, hogy pereljék el Kaylát Norától.
Később Lynette boltba indul, nem is sejtve, hogy a felbőszült Nora követi. Mindketten az áruházban ragadnak, mert Carolyn Bigsby, aki épp aznap reggel tudta meg Bree-től, hogy a férje megcsalta, dühében túszul ejti az összes vásárlót, míg csalfa férje (Edie Britt társaságában) az ügyvezetői irodába zárkózik be. Amikor Carolyn Lynette-ék egy beszélgetésfoszlányából megtudja, hogy Nora kikezdett Lynette férjével, szíven lövi őt. A haldokló Nora utolsó pillanataiban megígérteti Lynette-el, hogy vigyázni fog Kaylára, mint a saját gyerekeire.
Miután Nora meghal, Lynette szitkozódni kezd, és miután felveti annak lehetőségét, hogy Carolyn megérdemelte, hogy megcsalják, a kissé kapatos Carolyn megpróbálja őt is szíven lőni. Azonban a Lila Akác közbe csak nemrég beköltözött új szomszéd, Art Shepard fejbe dobja egy konzervvel, így Carolyn elesik, és közben Lynette-et csak a karján találja el.
Miután Lynette szerencsésen túlélte a túszdrámát, Kayla a nagymamájához kerül. Ezután Lynette közelebbről is megismerkedik megmentőjével, Arttal, aki jól összebarátkozik Parkerrel, Lynette legkisebb fiával. Az asszony hálából tortát süt a férfinak, és mikor elmegy hozzá, hogy átadja a süteményt, Parker leszalad a férfi alagsorába, ahol Lynette félmeztelen kisfiúk képeinek százait találja a falon. Lynette biztosra veszi, hogy Art homoszexuális pedofil, de amikor Tommal elmennek a rendőrségre, nem veszik őket komolyan. Még Tom is azzal a magyarázza a dolgot, hogy azok a fiúk az Art vezette úszócsapat tagjai. Ám Lynette-et a dolog nem hagyja nyugodni, így beszámol róla a legalkalmasabb szakembernek, Mrs. McCluskeynak. Az öregasszony hamar megosztja a dolgot a helyi anyukákkal, és Shepardék rossz híre futótűzként terjed a szomszédságban. Art nővére, a mozgássérült Rebecca elpanaszolja Lynette-nek, hogy nem szolgálták ki őket az étteremben, leköpték őket és kiszúrták a kocsijuk kerekét a templomi parkolóban. Lynette azonban csak akkor kap észbe, amikor Széplak több tucat asszonya tüntetést szervez Art háza előtt, aminek hatására Rebecca szívrohamot kap, majd hamarosan meghal. Később Lynette szörnyű lelki furdalástól vezérelve bocsánatot kér Arttól, aki meglepetésére megköszöni, hogy megszabadította őt a nővérétől, mert így végre szabadon teheti azt, amit akar. Lynette rémülten döbben rá, hogy egyáltalán nem tévedett Arttal kapcsolatban.
A pizzéria megnyitója után nem sokkal Tom háta megsérül, ezért úgy tűnik, hónapokig nem tud munkába állni. A pizzázóban teljes a káosz, miközben Lynette megpróbál megfelelő új ügyvezetőt találni a férje helyére. Rick Coletti, aki korábban egy ötcsillagos étterem séfje volt, tökéletesnek tűnik. Kiderül azonban, hogy korábban kábítószerezett, de már tiszta. Ez nem tetszik Tomnak, de a szükség nagy úr, s így Lynette ad egy esélyt a férfinak.
Lynette és Rick rendkívüli módon megkedvelik egymást, és Tom tiltakozása ellenére az új séf új fogásait is bevezetik a pizzériában, amitől a bevétel sebesen nőni kezd.
Az asszony és az új séf zárás után rendszeresen együtt vacsoráznak az étteremben, ám egyik este betörők lepik meg őket, és bezárják őket a fagyasztóhelyiségbe. Így Tom tudomást szerez a dologról, és kérdőre vonja Ricket: "Dugod a nejemet?"
Tom követeli, hogy Rick mondjon fel, de a séf nem tesz így, inkább elmondja Lynette-nek, ami történt. Az asszony kiborul, és elkeseredetten elbocsátja Ricket.
Miután a séf távozott a pizzériából, a helyére visszakerült Tom ráeszmél, hogy Lynette hangulata rengeteget romlott: szinte sosincs jó kedve. Később kiszedi Lynette-ből, hogy az asszony érzett valamit Rick iránt, de nem tett semmit, amit nem kellett volna. Dulakodni kezdenek, és Lynette nekiesik az éjjeliszekrénynek. Bemennek az ügyeletre, ahol közlik Lynette-el, hogy komolyabb fejsérülést nem szenvedett, de a CT kideríti, hogy rákos: limfómája van (nyirokcsomó-megnagyobbodásos daganat).
Lynette próbál pénzt kérni a húgaitól telefonon, de nem lel segítségre, mígnem a legváratlanabb vendég toppan be: Lynette anyja, Stella. Az asszony kölcsönadja Tomnak, amire szükségük van, és úgy dönt, hogy lánya mellett marad, ameddig csak szükséges.

### Gabrielle Solis/Lang
A szerencsétlen fordulatokat csak tetézi, hogy miután Bree és Orson esküvőjén elfolyik Xiao-Mei magzatvize, egy fekete bőrű babát hoz világra. Így derül ki, hogy rossz embriót ültettek be, ezért ismét elveszítenek egy gyermeket.
Ezután Gabrielle és Carlos eldöntik, hogy elválnak, de ez nem megy olyan könnyen, majd Gabrielle, barátja Vern segítség kérésére visszatér a modellszakmába ám ezúttal kislányokat oktat arról, hogy kell modellkedni.
Ám a váratlan eseményeket az tetézi, hogy Gabrielle-nek akad egy rejtélyes hódolója, és kiderül egy ebéd keretében, hogy ez az ember nem más mint Zach Young. Zach egyre jobban rászáll Gabrielle-re, míg végül ez a kapcsolat hasznára vágyik Gabrielle-nek, mert megzsarolja Zach-et, hogy az (Susan kérésére kéri meg Gabby) tegye le az óvadékot, "apja" Mike Delfino-ért. Ezután mikor Gaby a szülinapján leissza magát, reggel arra ébred, hogy Zach mellette fekszik alsónadrágban, és az mondja neki Zach, hogy szeretkeztek, és ezt el is hiszi Gabrielle, de Carlos ezt bebizonyítja neki, hogy Zach nem feküdhetett le vele, majd a Scavo Pizzéria megnyitóján végleg szakít Zach-el.
Ezután pár nappal Gabrielle belebotlik Széplak polgármesterjelöltjébe Victor Lang-be.
A férfi rögtön meghívja Gaby-t egy vacsorára, ahol is elmondja neki, hogy belebolondult, de erre Gaby faképnél hagyja, de Victor azt feleli, hogy egyszer majd el veszi feleségül.
Ezután Gabrielle padlása beázik és elárasztja a víz a ruháit, és pont aznap vacsorázik Victor-ral és a férfi házában megpillantja a férfi exnejének ruháit, amit másnap el is lop. Másnap Gaby megjelenik egy sajtótájékoztatón, ám ott a van a dühös Samantha Lang és amikor megzsarolja Gaby-t, hogy vegye le a ruhát, odamegy Victor-hoz, és megüti.
Ám ezután csak bonyolódott a kapcsolatuk, mert Gabrielle mindig mindenért vissza akart vágni Victor-nak, mint amikor napokig nem hívta fel a férfi, a Polgármesteri Vitán megjelenik a gardróbszerelővel, de a totál kiborulás akkor éri, mikor ráugrik Victorra a liftben és a biztonsági kamera mindent rögzít, és ebből nagy botrány lesz, de Gaby azt hazudja, hogy Victor már az incidens előtt megkérte a kezét.
Ezután a Scavo Pizzériában tartják az eljegyzést, de Gaby megtudja Edie-től, hogy jár Carlos-sal, és azt is, hogy Travers szülinapi bulija lesz, de ezt Gaby meg akarja akadályozni, úgyhogy megtiltja Susannak és Lynette-nek, hogy ott legyenek. De mikor Gbby megjelenik a bulin Carlos fölkapja és elbeszélget vele.
Gabrielle ezután javában szervezi az esküvőt, mikor is kiderül, hogy Susan-nel egy napon lesz az esküvőjük, és még Gaby lenyúlta Susan virágosát is, végül arra a megegyezésre jutnak, hogy legyen dupla esküvőjük.
Gabrielle esküvője napján egyre idegesebb hiszen még Bree nem érkezett meg az esküvőjére, mert azt ígérte neki, hogy hoz neki egy karkötőt. Kis késéssel meg is érkezik és ekkor Susan, Lynette és Gaby megdöbbenten látja, hogy Bree teherbe esett.
3 nappal korábban:
Victor elmondja Gabrielle-nek, hogy indulni akar a Kormányzói választáson, de ez egyáltalán nincs ínyére. És nem is akarja ezt megengedni, és le akarja mondani, de megjelenik Victor apja Milton Lang, aki megmenti a helyzetet.
A Jelen:
Gabrielle fölveszi a karkötőt, és így a menyasszony tökéletes, mikor lezajlik a ceremónia, Gabrielle Victor keresésére indul meg is találja és hall egy két érdekes dolgot, miszerint Victor csak azért vette el őt, hogy a kormányzói választáson a latinok is rá szavazzanak.
Ezután Gaby összetörve bemegy az ajándékokkal teli szobába, ahol Carlos gubbaszt egy üveg borral, kibeszélik saját tragédiáikat, ezután Gaby megragadja Carlost és elkezd vele csókolózni…

### Edie Britt
Edie túltette magát a Susan-nel való nézeteltérésen, hozzá költözik unokaöccse, Austin. Austin a kezdeti nehézségek után összebarátkozik Julie Mayer-rel. Edie meg akarja látogatni a kómában fekvő Mike-ot a kórházban, és a férfi pont a látogatás alatt ébred fel. Susan az eset alatt épp vidéken tartózkodik, ezt kihasználva Edie elhiteti az amnéziás Mike-kal, hogy ő volt a nagy szerelme. Susan-t természetesen rosszul érintik a történtek, de semmit nem tehet az események ellen.
Austin és Julie bajba kerülnek egy üzletben, Austin ugyanis el akar lopni valamit, de rajtakapják. Az üzletvezető, Harvey Bigsby felhívja Edie-t unokaöccse miatt. Amikor Edie és Harvey az üzletben tárgyalnak Austin büntetését illetően, megjelenik Carolyn Bigsby és elkezdődik az álmokfutása. Harvey és Edie bezárkóznak az irodába. Carolyn le akarja lőni Lynette-t, de Austin lefogja és az egyik túsz, Maya lelövi Carolyn-t. Az eset 'szerencsésen' végződik, Lynette, Edie, Austin és Julie sértetlenül megússza az incidenst.
Mike-ot letartóztatják Monique meggyilkolása miatt, Edie pedig épp ekkor hagyja cserben a férfit, és szakít vele. A gondok azonban csak ekkor kezdődnek, ugyanis Austin és Julie le akarnak feküdni egymással, és Edie-t kérik meg, hogy segítsen fogamzásgátlót szerezni. Susan megtudja a dolgot, és dühösen átrohan Edie-hez, ahol rájönnek, hogy Austin Danielle Van de Kamp-el is kavar.
Nem sokkal ezután Edie-hez egy hónapra látogatóba érkezik a fia, Travers, aki az apjával lakik. Edie lévén nem egy anya típus, mindig Carlos Solis-ra bízza a gyereket, aki összebarátkozik Travers-szel. Edie-nek megtetszik Carlos, és mivel már régóta egyedül van, behálózza a férfit. Amikor Gaby tudomást szerez az esetről megtiltja Susan-nak és Lynette-nek, hogy Edie-vel barátkozzanak.
Charles, Travers apja hamarabb jön a fiáért, ám Travers távozása után Carlos már nem rajong annyira Edie-ért. Edie ezért rábírja a fiát, hogy beszéljen Carlos-szal, de ez sem használ. Végül Edie Carlos karjaiba omlik, és innentől az övé Carlos.
Mivel Susan és Mike össze akar házasodni, Mike Carlos-nak adja a házat, és alá is írják a bérleti szerződést a ház idős tulajdonosával. Edie mindet megtesz, hogy megtartsa Carlost, ezért elmegy Lillian Simms-hez az idős asszonyhoz, és hazugságokat terjeszt neki Carlosról, aki emiatt felbontja a bérleti szerződést a férfivel. Carlos pedig kénytelen Edie-hez költözni.
Carlos elmondja Edie-nek, hogy ő csak barátkozni akar vele, mire Edie bejelenti, hogy lehet terhes és épp terhességi teszt eredményére vár. Carlos nagyon örül, hiszen mindig szeretett volna saját gyereket, de a teszt negatív lesz.
Edie megbeszéli Carlossal, hogy vállaljanak gyereket. Carlos, Gaby esküvői meghívóját látva belemegy, ám Edie a fürdőszobában bevesz egy fogamzásgátló tablettát.
Ezután Edie és Carlos minden idejüket azzal töltik, hogy 'összehozzák' a tervezett gyereket. Míg Carlos komolyan veszi a dolgot, nem is sejti, hogy Edie tablettát szed.
Carlos és Edie külön mennek az esküvőre és míg Carlos otthon van, megjelenik az újságosfiú. Carlosnál nincs pénz, ezért Edie táskájában keres és ekkor rátalál a fogamzásgátlókra.
Az esküvőn Carlos dühösen közelít Edie-hez, elé dobja a tablettát, és végleg szakít vele. Edie ezután kétségbeesik.
Edie hazamegy, ír egy levelet "Szeretett Carlosomnak" címmel, amit az asztalra helyez. Ezután egy sálat köt a nyakára, amit fellógat, majd feláll egy székre. A szék a földre esik és Edie teste ott lóg egy sálon a hálószobában...

### Susan Mayer/Delfino
Susan egyre magányosabb Mike nélkül és a kórházban megismerkedik egy angol származású férfival, Ian Hainsworth -szel. Susan elmegy a férfival a hegyekbe, ahol közel kerülnek egymáshoz, de amikor megtudja hogy Mike felébredt, azonnal rohan vissza a kórházba. Azonban Edie már elcsavarta Mike fejét. Ezután Susan, Lynette és Gabrielle leisszák magukat, és Susan egy Ida Greenbergnek hívott taxival elmegy Ian-hez, akinél épp egy összejövetel zajlik és ott részegen elmondja Ian-nek, hogy szereti.
Susan megtudja, hogy lánya Julie összemelegedett Austin Britt-tel, Edie unokaöccsével. Julie és Austin szeretkezni akarnak, s Edie-t kérik meg, hogy szerezzen Julie-nak fogamzásgátlót. Susan megtudja, hogy Austin lefeküdt Danielle Van De Kamp-el, és ezt el is mondja a lányának, aki szakít is Austin-nal. 

Mike-ot letartóztatják, azzal vádolják, hogy megölte Monique Poliert. Ian szerez egy védőügyvédet Mike-nak, Susan pedig arra gyanakszik, hogy Orson ölte meg a nőt. Susan feljelenti Orsont, a rendőrség pedig pont akkor tartóztatja le a férfit, amikor Susan ls Ian is Bree házában tartózkodik. Bree rájön, hogy Susan jelentette fel a férjét, ezért véget vet barátságuknak.

Ian üzleti útra megy, és út során értesítik a kórházból, hogy felesége, Jane állapota folyamatosan romlik. Ian megkéri Susant, hogy menjen be a kórházba Jane-hez, ám a kómában fekvő nő meghal.
Jane egyik barátnője a temetésen flörtöl Ian-nel. Susan ezt látva elszólja magát, és elmondja hogy ő Ian barátnője. Jane barátnője mindenki nagy megdöbbenésére elmondja, hogy Susan Ian barátnője.
Susan bánatában a hullaházban siránkozik a sarokban, de Ian utána megy és megvigasztalja. Azt mondja a nőnek, hogy feleségül veszi majd.
Ian és Susan bemennek a kórházba Jane holmijaiért, de tévedésből Mike Delfino-é kerül elő, amiben Ian megtalálja az eljegyzési gyűrűt, amit Mike Susannek szánt. A Scavo Pizzéria megnyitóján ezért Ian megkéri Susan kezét, megelőzve Mike-ot. A férjek pókerpartiján Ian felajánlja Mike-nak, hogy ha nyer a játékban, akkor az övé Susan, viszont ha ő nyer, akkor Mike örökre békén hagyja Susan-t. Mike elveszíti a játszmát, és ezzel Susant is.
Ian-nek nem tetszik, hogy Mike állandóan követi őket mindenhová. Egy ilyen alkalommal Susan véletlenül belehajt egy tóba, és Mike siet a segítségükre, főleg Ian-ére, mivel a férfi nem tud úszni. Susan, hogy megköszönje Mike tettét ajándékot visz neki, s mikor átadja a férfinak, Mike megcsókolja…
Ian be akarja bizonyítani Susan-nek, hogy nem féltékeny Mike-re, azért meghívja a férfit vacsorára. A vacsorán mike bevallja Susan-nek, hogy még mindig szereti, Ian pedig elszólja magát a pókerjátszmát illetően, amitől Susan teljesen kiborul.
Az eset után Susan egyik férfit sem akarja látni. Pszichiáterhez fordul, aki rádöbbenti, hogy választania kell a két férfi közül. Másnap Susan elmegy Mike-hoz és közli vele a döntését: feleségül megy Ian-hez. Susan hazaérve meghallgatja a rögzítőn Mike hívását, és ezt Ian is megtudja. A férfi azt mondja Susan-nek, Susan nem lehet boldog vele, akkor kilép az életéből. Másnap átmegy Susan-höz Ida Greenberg, és közli vele, hogy Mike elköltözött.
Susan megtudja Carlos-tól, hogy Mike a hegyekbe ment kirándulni. Susan elhatározza, hogy követi a férfit, mert tudja hogy szereti. Susan és Julie útnak indulnak, de közlik velük, hogy a túrán csak kísérettel vehetnek részt. Útközben Susan egész végig az életéről csacsog a Dagi idegenvezetőnek. Az idegenvezető kioktatja, azt mondja Susan-nek, hogyha állandóan drámázik, sosem találja meg a boldogságot. Ennek ellenére másnap Susan egyedül indul útnak és eltéved az erdőben. Másnap reggel Mike talál rá a földön alvó Susan-re, felemeli és megcsókolja.
Mike és Susan elmegy vacsorázni és Susan arra vár, hogy a férfi megkérje a kezét. A nő már épp feladja a reményt, amikor Mike elviszi a régi lakókocsihoz, s ott kéri meg Susan kezét, pontosabban Susan az övét. Ezután Susan igyekszik az Ian-nel lemondott esküvőt újraszervezni. Kiderül, Susan és Mike esküvője egy napon lesz Gabrielle és Victor esküvőjével, s Gabrielle még Susan esküvői virágosát is lenyúlja. Gaby és Susan együtt iszogatnak, és kitalálják, hogy legyen dupla esküvő. Az elgondolásból nem lesz semmi, mert Susan felül akarja múlni Bree esküvőjét is. Ezért Mike éjjeli munkákat vállal, hogy ki tudják fizetni az esküvőt.
Aznap éjszaka egy Mike egy munkával kapcsolatos telefonhívást kap. A hívás azonban Susan csele, aki megszervezte az esküvőt az erdőben, azzal a pappal aki Gaby-t és Victor-t is összeadta. Julie is jelen van az esküvőn, Susan és Mike végre férj és feleség lettek. Susan pedig ezzel 'született feleséggé' vált…

### Bree Hodge
Bree a sötét hónapok után egyre boldogabb lett, mert társra és szerelemre lelt Orson Hodge személyében. Orson fél év után megkérte Bree kezét, s Bree nem ismervén Orson előéletét igent mondott, ám az eljegyzési partijukon az összes szomszéd előtt egy idegen nő, Carolyn Bigsby (Orson volt szomszédja) azzal rágalmazta meg Orsont, hogy megölte első feleségét, Almat.
Ettől mindenki megdöbbent, és Bree bizalma is megingott majdani férje iránt…
Ezután következett az esküvői ceremónia, melyben Susan, Gaby és Lynette nyújtott segédkezet a menyasszonynak a szervezésben. Közben Susan egyre jobban ódzkodik Orsontól, és még az esküvő előtt elmegy a bankba ahol Carolyn dolgozik, hogy barátnőjével lebeszéljék Bree-t élete legrosszabb döntéséről. Eközben a rendőrség egy hullát talál egy golfüzlet építkezésén, akinek kihúzták az összes fogát.
A templomban épp amikor az esküvő kezdődne, a három barátnő megosztja aggályait Bree-vel, akiben viszont egy fikarcnyi félelem, vagy megbánás sincs Orson iránt. Amikor már lezajlott az esküvő és Gabrielle-ék hátsó kertjében zajlik a további ünneplés, Orsonnak és Breenek váratlanul távoznia kell, mert megjelenik egy nyomozó, aki azt állítja, hogy megtalálták Orson nejének a holttestét. A hullaházban kiderül, hogy nem Alma az, de megjelenik Carolyn, aki szintén nem tud mást válaszolni. Ám amikor mindenki elhagyja a szobát Orson még visszanéz a hullára…
Pár nappal később megjelenik Carolyn, és férje Harvey, hogy  bocsánatot kérjenek Breetől és Orsontól. Bree felajánlja nekik, hogy menjenek el együtt vacsorázni. Amikor Harvey és Orson magukra maradnak a vacsorán, Harvey bevallja Orsonnak, hogy viszonya volt egy Monique nevű nővel, de erről Carolyn nem tud. Eközben a mosdóban Carolyn átad Breenek egy jelentést, amiben Alma feljelentése található, mert Orson megverte.
Másnap ezt Bree elmondja Orsonnak, aki elmondja neki Harvey titkát, mire ezt Bree továbbadja Carolyn-nak, aki emiatt kezdi el ámokfutását…
Később Bree tudomást szerez arról, hogy Orson anyja Gloria Hodge a közeli idősek otthonában lakik, Bree meg is látogatja, majd az idős hölgy hozzájuk költözik. Később Bree meglátja anyósa igazi énjét, az idős hölgy igencsak iszákos, s egyik este kapatosan elmondja Breenek, hogy Orson megcsalta Alma-t Monique-kal. Erre Bree kiteszi Orsont a házból. Eközben letartoztatják Mike-ot Monique meggyilkolása miatt. Susan érzi, hogy ezt nem Mike tette, hanem Orson, s el is megy nyomozni Orson fogászati rendelőjébe, ahol rálel egy beutalóra, miszerint Orson 15 éves korában 1 évet töltött a pszichiátrián. Susan csapdába esik a rendelőben, mivel Bree pont akkor látogatja meg Orsont, aki elmeséli milyen is valójában az anyja. Bree és Orson kiteszik a házból Gloria-t, és kiderül, hogy a nő szövetkezett eltűntnek hitt Alma-val.
Alma Hodge megjelenik a Lila akác közben, ami Breenek nagyon nem tetszik, ugyanis Alma titokban vissza akarja szerezni Orsont. Bree meghívja a vacsorára, ahol megjelenik egy nyomozó és elviszi Orsont kihallgatásra. Bree rájön, hogy Susan jelentette fel Orsont, ezért véget vet barátságuknak. Másnap Bree-t döbbenetként éri, hogy Alma megvette a régi Applewhite házat Edie-től. Még aznap este át is megy hozzá, és megtalálja nála Monique fogait. Ekkor rögtön rájön, hogy Alma volt az, aki megölte Monique-ot Mike Delfino franciakulcsával.
Alma megerőszakolja Orsont, annak reményében, hogy ha Alma teherbe esik, akkor Orson elhagyja Bree-t. Azonban másnap Orson elmondja az igazat Bree-nek Monique halálával kapcsolatban, ami igencsak megdöbbenti a nőt. Eközben Gloria bezárja a padlásra Alma-t, hogy végrehajthassa tervét.
Aznap éjjel egy létrát állít a Hodge ház mellé hiányos létrafokokkal. Bree felmászik a létrán, ami leszakad
alatta és a nő eltöri a lábát. Eközben Mike visszaemlékszik arra az estére, amikor Monique-nál járt, és azt gondolja, hogy Orson a gyilkos. Orson épp a kórház parkolójában ácsorog, amikor megjelenik Mike. Dulakodni kezdenek, aminek következtében Orson leesik a tetőről…
Miközben Orson zuhan a tetőről, visszaemlékezik arra az estére, amikor Monique meghalt, és ekkor jön rá, hogy Gloria ölte meg a nőt, és ő húzta ki a fogait is.
Susan is épp a kórházban tartózkodik Ian-nel, és értesül róla, hogy mi történt Bree-vel. Susan bemegy Bree-hez, akivel kibékülnek. Eközben Orson is kórházba kerül, ugyanis túlélte az esést. Viszont azt hiszik, hogy öngyilkos akart lenni, és ekkor emlékszik vissza apja, Edwin öngyilkosságára.
Eközben Bree-t hazaengedik a kórházból. Danielle vigyáz rá, mert mindenki a Scavo Pizzéria megnyitóján van. A fondorlatos Gloria felajánlja Danielle-nek, hogy ő majd vigyáz Bree-re.
Eközben Alma meg akar szökni a padlás fogságából. A szökési kísérlet Alma halálával végződik. A Bree-re 'vigyázó 'Gloria bealtatózza a nőt, akit ájultan betesz a kádba, és elővesz egy kést. Ekkor ér haza Andrew, akit Gloria leüt a botjával. Orson viszont megszökik a kórházból, és épp akkor ér haza, amikor Gloria megölné Bree-t. Orson rádöbben, hogy anyja ölte meg apját is. Gloria agyvérzést kap, Orson pedig kiviszi a házból és leteszi Alma hullája mellé. Másnap minden jól alakul, a rendőrség azt hiszi, hogy Alma öngyilkos lett Monique meggyilkolása miatt (lévén nála voltak a nő fogai), Gloria pedig agyvérzést kapott, amikor rátalált. Ezen bizonyítékok miatt Mike-ot felmentik a vád alól. Később Orson bemegy a lebénult anyjához és ekkor örökre a kórházban hagyja.
Bree-ék már izgatottan tervezik a svájc-i nászútjukat, amikor kiderül, hogy Danielle terhes lett Austin McCann-től. Orson kieszeli, hogy Danielle velük tart a nászúton, és addig marad Svájcban, amíg valaki nem adoptálja a gyereket.
Bree-ék sokáig vannak távol otthonuktól, és amikor indulnak vissza Bree és Orson egy új (jövő) családtagról beszél. A házaspár hazatér a Lila Akác közbe, ahol Julie Mayer-rel találkozva azt hazudják Danielle-ről, hogy egy svájci iskolában tanul tovább.
Ezután Bree megjelenik Gabrielle és Victor esküvőjén, ahol a négy barátnő ismét együtt lehet, Bree-nek pedig van egy meglepetése, teherbe esett. Az esküvőn Bree boldogan meséli el, hogyan derült ki, hogy terhes.
Az esküvő után Orson és Bree hazamegy, a hálszobában Bree leveszi a műhasát, mert nem is terhes, csak ezt a látszatot akarja kelteni a Lila akác köz lakói előtt…

## Epizód-lista
| #   | Epizód eredeti címe               | Eredeti bemutató     | Epizód magyar címe         | Magyarországi bemutató | Kép |
| --- | --------------------------------- | -------------------- | -------------------------- | ---------------------- | --- |
| 1.  | Listen to the Rain on the Roof    | 2006. szeptember 24. | Eső kopog a tetőn          | 2007. szeptember 11.   |     |
| 2.  | It Takes Two                      | 2006. október 1.     | Kettőn áll a vásár         | 2007. szeptember 18.   |     |
| 3.  | A Weekend in the Country          | 2006. október 8.     | Egy hétvége vidéken        | 2007. szeptember 25.   |     |
| 4.  | Like It Was                       | 2006. október 15.    | Magántörténelem            | 2007. október 2.       |     |
| 5.  | Nice She Ain't                    | 2006. október 22.    | Gáncsoskodók               | 2007. október 2.       |     |
| 6.  | Sweethart, I Have to Confess      | 2006. október 29.    | Én igen nagy vétkem        | 2007. október 9.       |     |
| 7.  | Bang                              | 2006. november 5.    | Bumm!                      | 2007. október 16.      |     |
| 8.  | Children And Art                  | 2006. november 12.   | Segítő kezek               | 2007. október 30.      |     |
| 9.  | Beautiful Girls                   | 2006. november 19.   | Királylányok és hercegek   | 2007. november 6.      |     |
| 10. | The Miracle Song                  | 2006. november 26.   | Varázsének                 | 2007. november 13.     |     |
| 11. | No Fits, No Fights, No Feuds      | 2007. január 7.      | Se had, se harc, se háború | 2007. november 20.     |     |
| 12. | Not While I'm Around              | 2007. január 14.     | Csak a testemen keresztül  | 2007. november 27.     |     |
| 13. | Come Play Wiz Me                  | 2007. január 21.     | Hátsó szándékok            | 2007. december 4.      |     |
| 14. | I Remember That                   | 2007. február 11.    | Emlékképek                 | 2007. december 11.     |     |
| 15. | The Little Things You Do Together | 2007. február 18.    | Az utolsó pillanatban      | 2007. december 18.     |     |
| 16. | My Husband, The Pig               | 2007. március 4.     | A férjem, a disznó         | 2008. január 8.        |     |
| 17. | Dress Big                         | 2007. április 8.     | Ruha teszi az embert!      | 2008. január 22.       |     |
| 18. | Liaisons                          | 2007. április 15.    | Viszonyok                  | 2008. január 29.       |     |
| 19. | God, That's Good                  | 2007. április 22.    | Áramszünet                 | 2008. március 14.      |     |
| 20. | Gossip                            | 2007. április 29.    | Pletyka                    | 2008. március 21.      |     |
| 21. | Into the Woods                    | 2007. május 6.       | Fától az erdőt             | 2008. március 28.      |     |
| 22. | What Would We Do Without You?     | 2007. május 13.      | A nagy kérdés              | 2008. április 4.       |     |
| 23. | Getting Married Today             | 2007. május 20.      | Ásó, kapa, nagyharang      | 2008. április 11.      |     |